# Svartriska
Svartriska (Lactarius turpis) är en svampart som först beskrevs av Johann Anton Weinmann, och fick sitt nu gällande namn av Elias Fries 1838. Lactarius turpis ingår i släktet riskor och familjen kremlor och riskor.   Inga underarter finns listade i Catalogue of Life.
I den svenska databasen Dyntaxa används istället namnet Lactarius necator för samma taxon.  Arten är reproducerande i Sverige.

## Källor

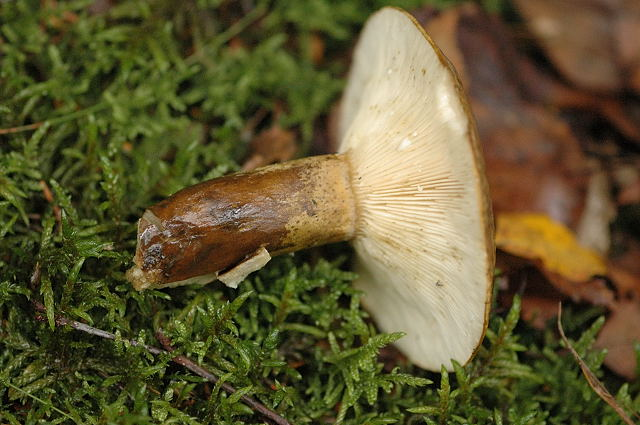
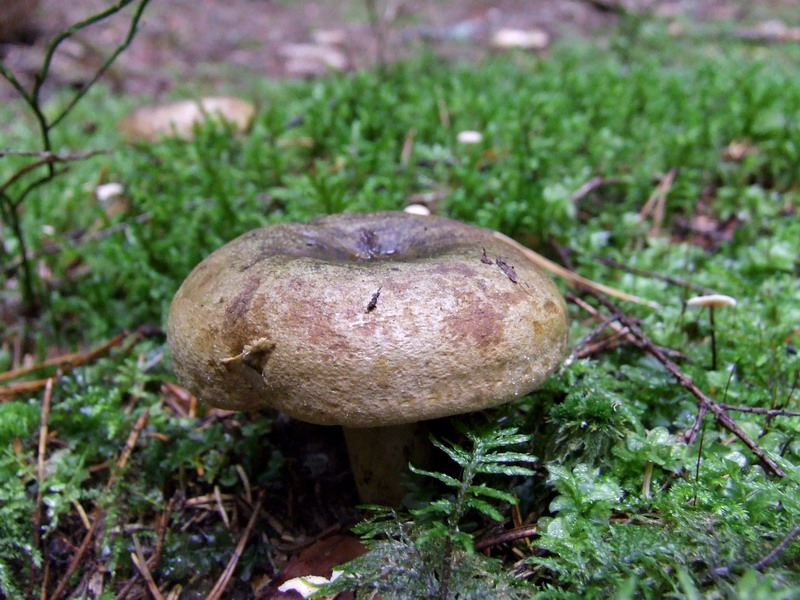
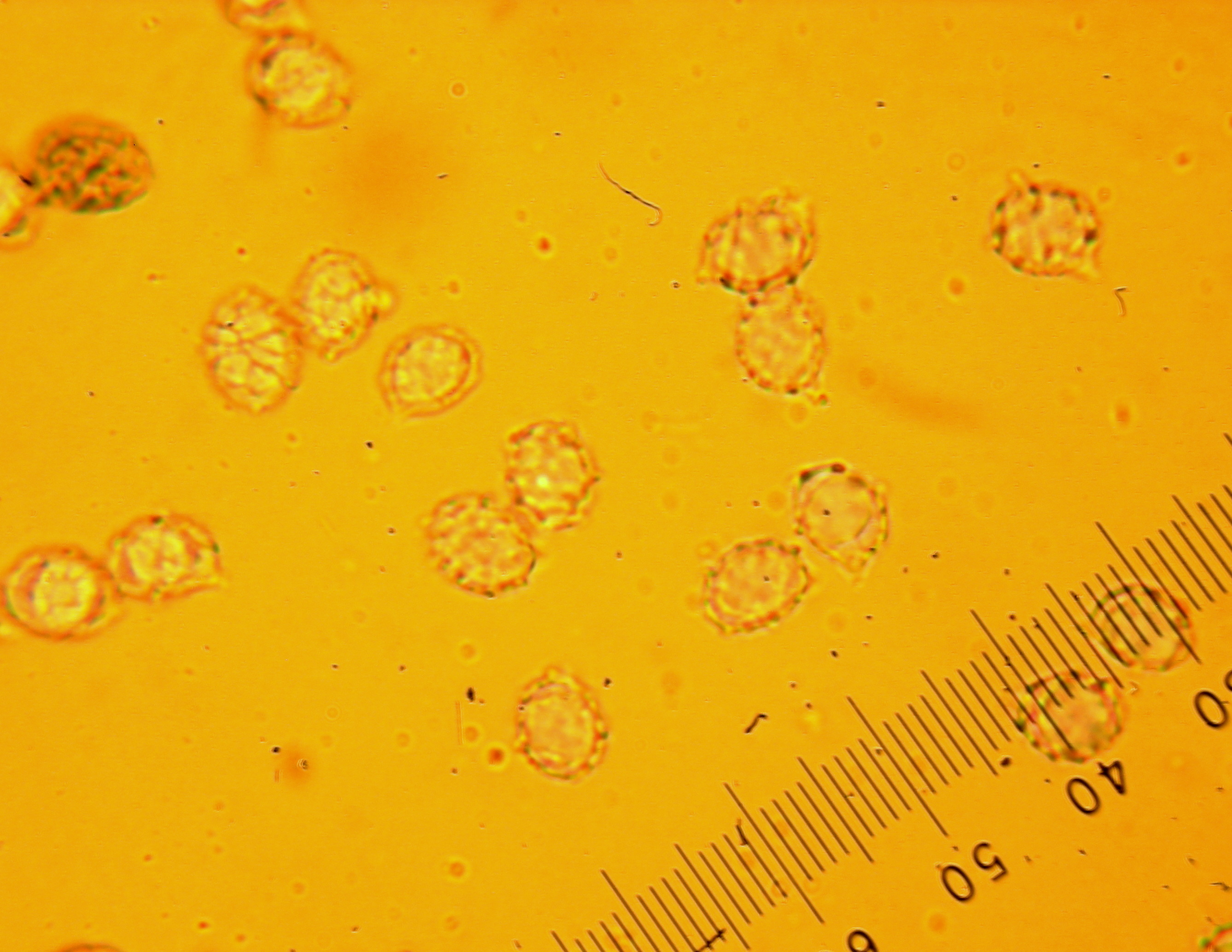
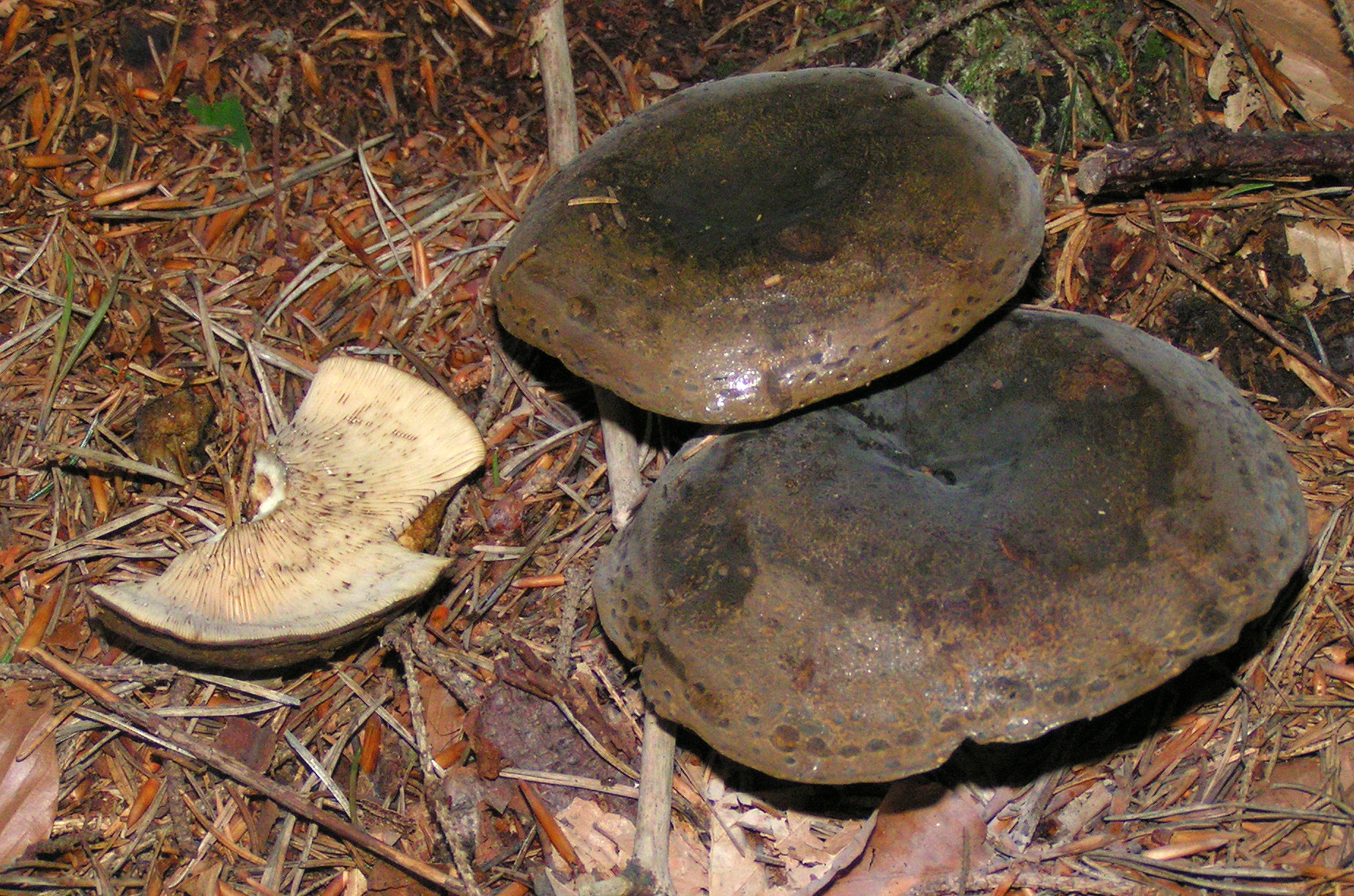
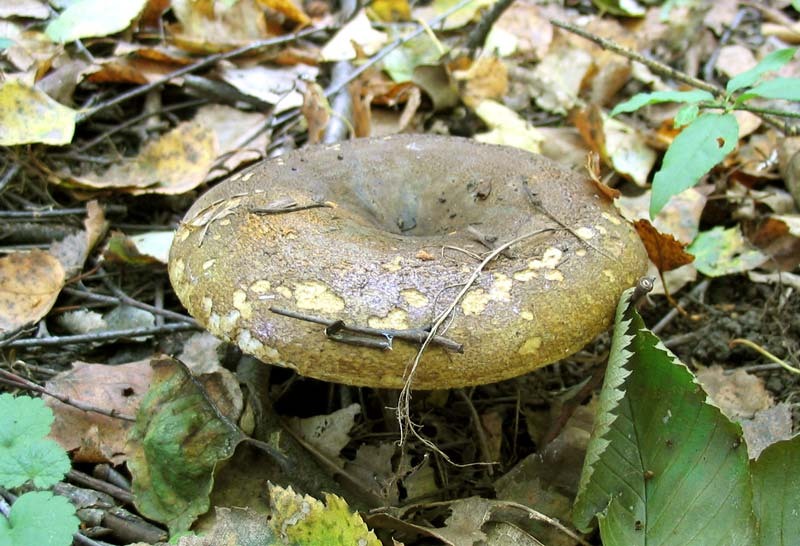
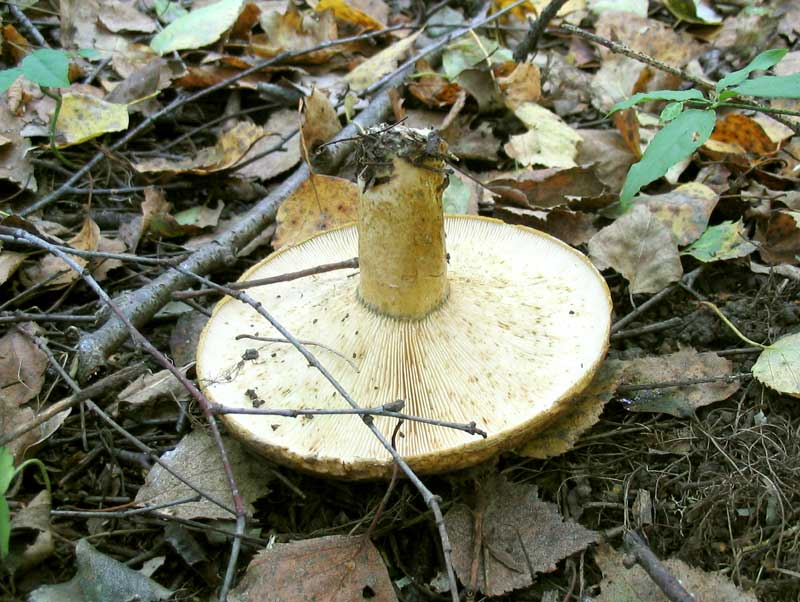
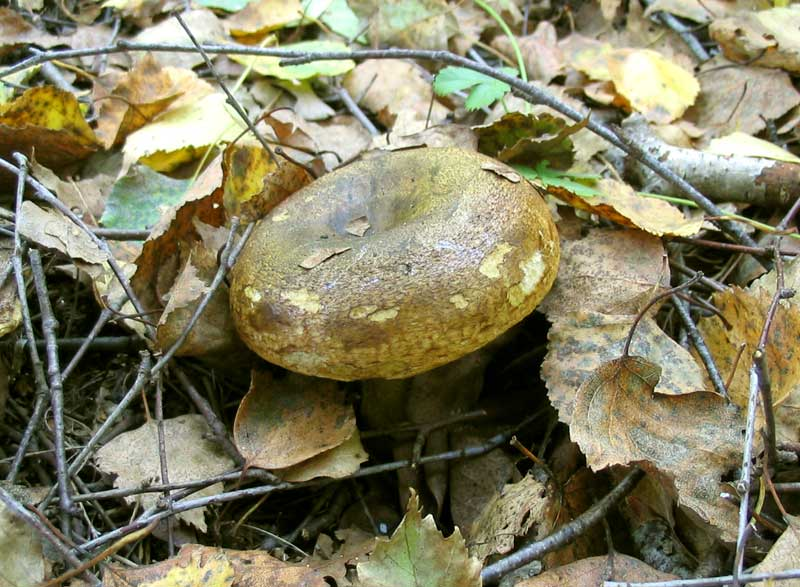
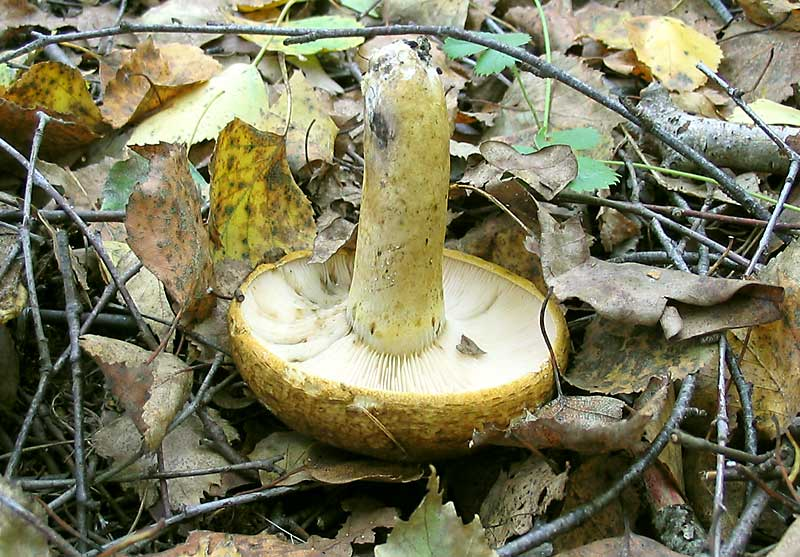